# Virginio Simonelli

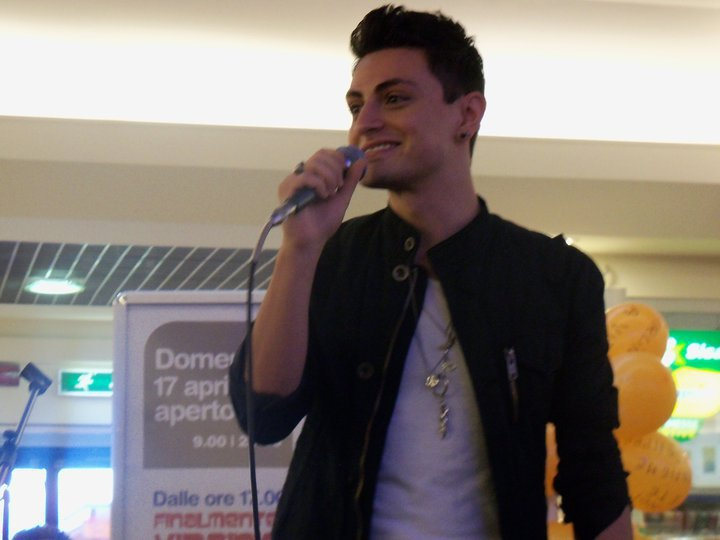
Virginio Simonelli 2011 in Pavia

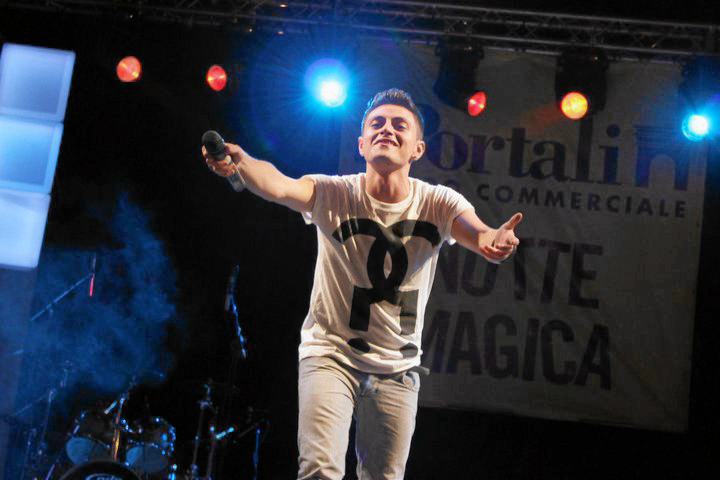
Simonelli bei einem Liveauftritt 2011

Virginio Simonelli (* 31. Januar 1985 in Fondi, Provinz Latina), meist einfach Virginio, ist ein italienischer Popsänger und Songwriter.

## Werdegang
Simonelli besuchte die private Kunsthochschule Nuova accademia di belle arti in Mailand. 
Erstmals öffentliche Bekanntheit erlangte Simonelli mit der Teilnahme am Sanremo-Festival 2006: Er trat in der Newcomer-Kategorie an, scheiterte mit Davvero jedoch bereits in der ersten Runde. Im Anschluss veröffentlichte der Sänger bei Mercury/Universal sein Debütalbum Virginio. 2010 trat er als Songwriter für Paola & Chiara in Erscheinung und nahm Ende des Jahres an der zehnten Staffel der Castingshow Amici di Maria De Filippi teil. Dort konnte er in der Gesangskategorie mit einem von Francesco Silvestri geschriebenen Lied den Sieg davontragen. Die folgende Veröffentlichung war die EP Finalmente. 2012 kam das nächste Album Ovunque heraus, außerdem war Simonelli weiterhin als Songwriter tätig, so für Francesca Michielin.
Im Jahr 2013 war Simonelli Koautor des Liedes Limpido, mit dem Laura Pausini und Kylie Minogue in Italien ein Nummer-eins-Erfolg gelang. Erst 2015 kehrte er selbst mit dem erstmals englischsprachigen Lied Hercules als Sänger zurück; ein nachfolgendes Album ist angekündigt.

## Diskografie
Alben und EPs
- Virginio (2006)

| Jahr | Titel           | Höchstplatzierung, Gesamtwochen, AuszeichnungChartsChartplatzierungen (Jahr, Titel, Platzierungen, Wochen, Auszeichnungen, Anmerkungen) | Anmerkungen                        |
| Jahr | Titel           | IT | Anmerkungen                        |
| ---- | --------------- | --- | ---------------------------------- |
| 2011 | Finalmente (EP) | IT4 Gold · (16 Wo.)IT | Universal Music Verkäufe: + 30.000 |
| 2012 | Ovunque         | IT12 (10 Wo.)IT | Universal Music                    |

Lieder

| Jahr | Titel Album                | Höchstplatzierung, Gesamtwochen, AuszeichnungChartsChartplatzierungen (Jahr, Titel, Album, Platzierungen, Wochen, Auszeichnungen, Anmerkungen) | Anmerkungen             |
| Jahr | Titel Album                | IT | Anmerkungen             |
| ---- | -------------------------- | --- | ----------------------- |
| 2011 | Davvero Virginio           | IT92 (1 Wo.)IT | 2006 erstveröffentlicht |
| 2011 | A maggio cambio Finalmente | IT70 (4 Wo.)IT |                         |
| 2011 | Ad occhi chiusi Finalmente | IT20 (4 Wo.)IT |                         |
| 2011 | Dolcenotte Finalmente      | IT37 (1 Wo.)IT |                         |
| 2011 | Finalmente                 | IT49 (1 Wo.)IT |                         |
| 2012 | Alice (Elis) Ovunque       | IT69 (1 Wo.)IT |                         |

- Sale (2011)
- La dipendenza (2012)
- Hercules (2015)

## Belege
1. ↑  Massimiliano Longo: Virginio e il coraggio di aspettare… In: Allmusicitalia.it. Edizioni Molecola, 1. Oktober 2015, abgerufen am 11. Dezember 2015 (italienisch).
2. ↑  Alben von Virginio. In: Italiancharts.com. Hung Medien, abgerufen am 11. Dezember 2015.
3. ↑  Auszeichnungsarchiv. Federazione Industria Musicale Italiana, abgerufen am 11. Dezember 2015 (italienisch).
4. ↑  Guido Racca & Chartitalia: Top 100 FIMI Singoli. Lulu, 2013, S. 157.

| Personendaten    | Personendaten                          |
| ---------------- | -------------------------------------- |
| NAME             | Simonelli, Virginio                    |
| ALTERNATIVNAMEN  | Virginio (Künstlername)                |
| KURZBESCHREIBUNG | italienischer Popsänger und Songwriter |
| GEBURTSDATUM     | 31. Januar 1985                        |
| GEBURTSORT       | Fondi, Provinz Latina                  |